# Gionbō
Gionbō (祇園坊 ou ぎおんぼう) é um tipo de wagashi, os doces tradicionais do Japão. O nome, gionbō, vem do nome dos frutos de um tipo de caqui adstringente comum na prefeitura de Hiroshima, pela aparência do wagashi ser similar ao dos frutos secos.
Na época em que o açúcar era um produto caro, durante o período Edo, caquis secos feitos a partir dos frutos adstringentes (shibugaki) eram um adoçante precioso e eram comumente usados em muitas residências japonesas .

## Características
Apesar do nome e da aparência, nem todas as versões do doce levam caquis na sua receita. O gionbo é feito recheando um gyūhi  (uma versão bastante macia de mochi, bolinho de arroz glutinoso) com pasta de feijão, e polvilhando açúcar refinado sobre a superfície.
A massa é feita de farinha de arroz glutinoso misturada com açúcar, amido de batata e água; ela também pode conter outro tipo de adoçante, como xarope, mel ou mizuame (水飴). Os bolinhos são moldados nos formatos dos frutos de caqui secos, e recheados com koshian (こしあん), que é uma versão mais homogênea de pasta de feijão doce, ou com uma pasta feita de caqui.